# クラーゲンフルト島
クラーゲンフルト島(クラーゲンフルトとう、ロシア語: Остров Клагенфурт)は北極海の一部であるバレンツ海に位置するロシア連邦領ゼムリャフランツァヨシファにある島である。1874年にオーストリア＝ハンガリー帝国の探検家ユリウス・フォン・パイアーにより発見され、オーストリアの都市クラーゲンフルト（スロベニア語ではЦеловец）に因んで名付けられた 。